# Wild Bill Hickok Rides
Wild Bill Hickok Rides é um filme de faroeste norte-americano de 1942, dirigido por Ray Enright e estrelado por Constance Bennett, Bruce Cabot e Warren William.